# Костёл Сердца Иисуса Христа (Александровка)
Костёл Сердца Иисуса Христа — католический храм в селе Александровка Перекопского уезда Таврической губернии, ныне Красногвардейского района Крыма. Построен в 1909—1910 годах католической общиной чешской и немецкой колоний. Службы начались в 1911 году. В 1932 году храм был закрыт. В дальнейшем использовался в качестве склада и клуба. В настоящее время здание находится в аварийном состоянии.

## История
В 1880-х годах католическую общину Александровки возглавлял Иосиф Домбровский — молодой 24-летний миссионер. Он одновременно исполнял должность учителя и католического священника. Службы шли в неприспособленном для этого молитвенном доме. Позднее он эмигрировал в Австралию.
Проект здания костёла был разработан в 1903 году и утверждён к строительству в 1905 году вице-губернатором Тавриды графом Н. Л. Муравьёвым и губернским строительным комитетом. 20 мая 1909 года Тираспольским епископом Иосифом Алоизом Кесслером была произведена торжественная закладка церковного здания.
Общие затраты на строительство составили 48270 рублей, из которых 15016 были собраны прихожанами в качестве добровольных пожертвований, 15190 рублей завещал для возведения церкви священник Викентий Хюбель, 14064 рублей были взяты из церковного капитала. Храм строился и украшался на средства прихожан католической общины чешской и немецкой колоний. Использовались «кружечные сборы», — подворные обходы за пожертвованиями. Прихожане помогали также с доставкой камня. 7 декабря 1911 года храм был освящён именем «Сердца Иисуса Христа», начались богослужения. Церковные обряды велись поочерёдно на трёх языках: латинском, чешском, немецком. Первым священником был Яков Шенфельд, звонарём Франс Фордергер, органистом Алоиз Вендель.
Житель села Бридель пожертвовал на установку органа, изготовленному в чешском городе Кутна-Гора. Три колокола также доставили из Чехии, в то время части Австро-Венгерской империи, были приглашены органист и звонарь. При костёле находилось кладбище (сохранилось и поныне) и дом патера.
Католический приход составлял около 500 верующих при общем населении села 591 человек.
Через некоторое время после установления советской власти начались гонения на религиозные общины. Первый священник храма Яков Шенфельд в начале 1930 года был арестован и уже 16 марта по постановлению Тройки ОГПУ по Крыму приговорён по статье 58-10 УК РСФСР к 10 годам лишения свободы с отбыванием в исправительно-трудовом лагере ГУЛАГ. Ещё спустя два года (в 1932 году) костёл Сердца Иисуса Христа был закрыт для богослужений. В 1937 году Шенфельд, отбывавший срок в Яйском лагерном отделении Сиблага был обвинён в «антисоветской агитации» и 19 сентября 1937 года по постановлению Тройки УНКВД по Западно-Сибирскому краю расстрелян. Он упомянут в числе 425 католических священников, погибших в тюрьмах, лагерях и ссылках в 1918—1958 годах в надписи на мемориальной доске в храме св. Станислава в Санкт-Петербурге.
28 августа 1941 года началась депортация немцев Крыма, в том числе жителей Александровки. Чехи избежали депортации, однако в связи со светским образованием и сменой поколений католиков среди них к настоящему времени практически не осталось.12 августа 1944 года было принято постановление № ГОКО-6372с «О переселении колхозников в районы Крыма», по которому в район из областей Украины и России переселялись семьи колхозников, а в начале 1950-х годов последовала вторая волна переселенцев из различных областей Украины.
Продолжительное время здание костёла использовалось как клуб, склад зерна, а позднее удобрений. Его шпиль был разобран. В таком состоянии храм пребывал до распада СССР. В 1999 году чешскими меценатами была предпринята попытка провести реставрацию храма, частично отремонтировали кровлю и вывезли мусор. Однако работы были прерваны и в настоящее время здание находится в аварийном состоянии.
Долгое время интерьер храма был доступен для осмотра, но в 2015 году, после падения с крыши здания и гибели 12-летнего подростка, входы в храм были закрыты решётками.

## Архитектура и убранство
Обмеры храма в оригинальном виде составляли: высота шпиля 43 метра, ширина 15 метров и длина 37 метров.
Костёл выполнен в стиле неоготика и представляет собой трёхнефную одноапсидную базилику. Из конструктивных особенностей здания отмечается решение несущих опор — использована первая пара столпов нефов. Даже в нынешнем состоянии интерьер храма выглядит впечатляюще, а в начале XX века он был одним из красивейших в северном Крыму — здесь был большой орган из чешского города Кутна Гора, неф украшали три хрустальные люстры на 100 свечей каждая (сохранились их крепления), перед алтарём лежали персидские ковры, были установлены дубовые скамьи и алтарь из белого мрамора. Архитектурная отделка костёла Сердца Иисуса Христа в настоящее время сохранилась частично, например в стрельчатых окнах и круглой розетке сохранились решётки с трилистниками и квадрифолиями. Возведён храм был из белого инкерманского камня, который в настоящее время без ухода потемнел.
- Современное состояние здания костёла "Сердце Иисуса Христа"
- Вид на костёл со стороны старого католического кладбища
- Интерьеры костёла "Сердце Иисуса Христа"